# 에메랄드퀸
에메랄드퀸(영어: Emerald Queen)는 대한민국 전라남도 목포시 상동에 위치하고 있다.

## 같이 보기
- 전라남도의 마천루 목록
- 목포시의 마천루 목록